# Ochrid
Ochrid (makedonsky Охрид) je město v jihozápadní části Severní Makedonie, u severovýchodního břehu stejnojmenného jezera (Ochridské jezero), v blízkosti hranice s Albánií. Patří k turisticky hojně navštěvovaným místům země. Je zapsáno ve světovém dědictví UNESCO. Ochrid je považován za město, kde stojí 365 kostelů.

## Název
Název města vznikl podle staroslovanského sousloví во хриди, tj. na kopci, a to pro popis polohy opevnění, okolo něhož se město postupně rozvinulo. První zmínka názvu pochází z roku 879.
Původní starořecký název λυχνιδός (Lychnidós) pochází buď ze slova λυχνίς, resp. z jeho genitivu, který označuje zářící drahokam. Může ale také pocházet ze slova λύχός a označovat Město světla. Předpokládá se také, že název může být původu ilyrského a je podobný i albánskému slovu liqeni, které znamená jezero. Římané později tento název převzali jako Lycnidus.

## Přírodní poměry a poloha
Město se rozkládá v jihozápadním cípu Severní Makedonie na východním břehu Ochridského jezera, jižně od ústí řeky Daljan a při ústí potoka Sušica do jezera na jedné z mála rozlehlých rovin. Je obklopené rozlehlými horami (např. Galičica) s nadmořskou výškou u nejvyšších vrcholů až 2200 m. Rovinu narušuje pouze vrchol s archeologickou lokalitou Plaošnik, kde se nachází Samuilova pevnost. Město se rozvinulo ve strategicky ideální lokalitě.[zdroj?] Plocha, na které stojí město, se rozkládá na rozloze kolem devíti kilometrů čtverečních v nadmořské výšce okolo 700 m n. m. 
Severně od Ochridu se nachází známé letovisko Struga, jižně pak turisty vyhledávaný klášter sv. Nauma, který se nachází při hranici s Albánií. Jihovýchodně od Ochridu se rozkládá již zmíněné pohoří Galičica a z její druhé strany potom Prespanské jezero, jihozápadně na albánské straně jezera potom Národní park Shebenik-Jabllanicë.

## Klimatické poměry
Ochrid má podnebí typické pro Balkánský poloostrov, do jisté míry je vzhledem k své nadmořské výšce o trochu chladnější. Léta jsou horká a s velmi malými srážkami, zatímco v zimě je počasí velmi chladné a sněžení je velmi časté. V blízkosti jezera často fouká chladný vánek od západu nebo severu. Průměrná roční teplota zde dosahuje 11,2 °C a úhrn srážek činí 690 mm.

## Historie

### Starověk

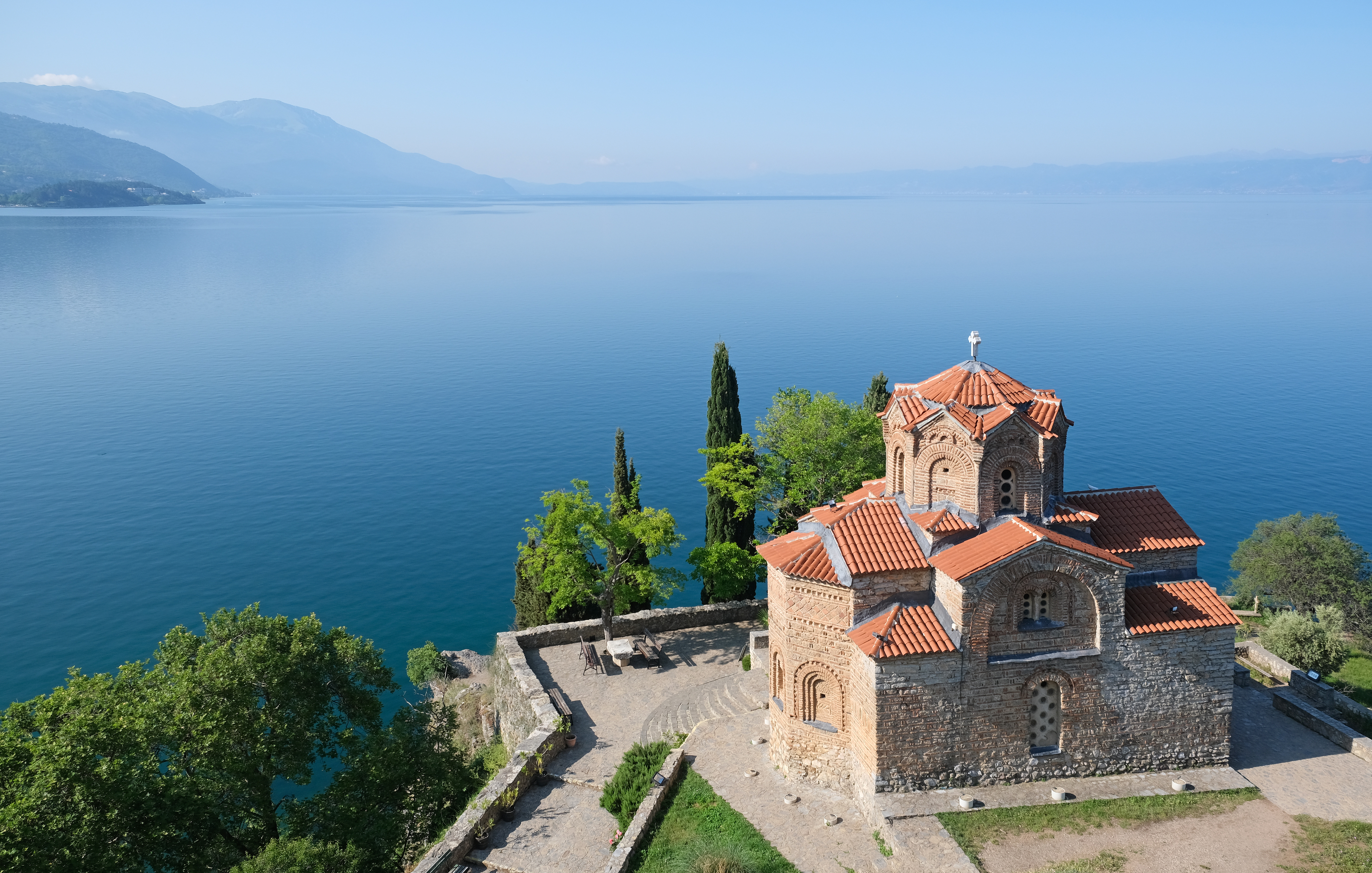
Pohled na kostel sv. Jana v Kaneo

Město patří mezi nejstarší na území dnešní Severní Makedonie. První zmínky o osadě zde pochází z doby existence tzv. Brygů. Později zde stála osada s názvem původně Lychnidos pocházejí z 3. století př. n. l., kdy byla dobyta Filipem II. Makedonským. Ve 2. století př. n. l. byla osada dobyta Římany a stala se součástí obchodní cesty Via Egnatia mezi Jaderským a Egejským mořem. 
Ve 4. století n. l. zde sídlilo biskupství.
V 6. století n. l., se v okolí Lychnidu, náležejícího k Byzantské říši, začal usazovat slovanský kmen Berzitů. Z 9. století pak pochází nynější slovanský název města vzniklý z výrazu „vo hrid“ neboli „na kopci“.

### Středověk

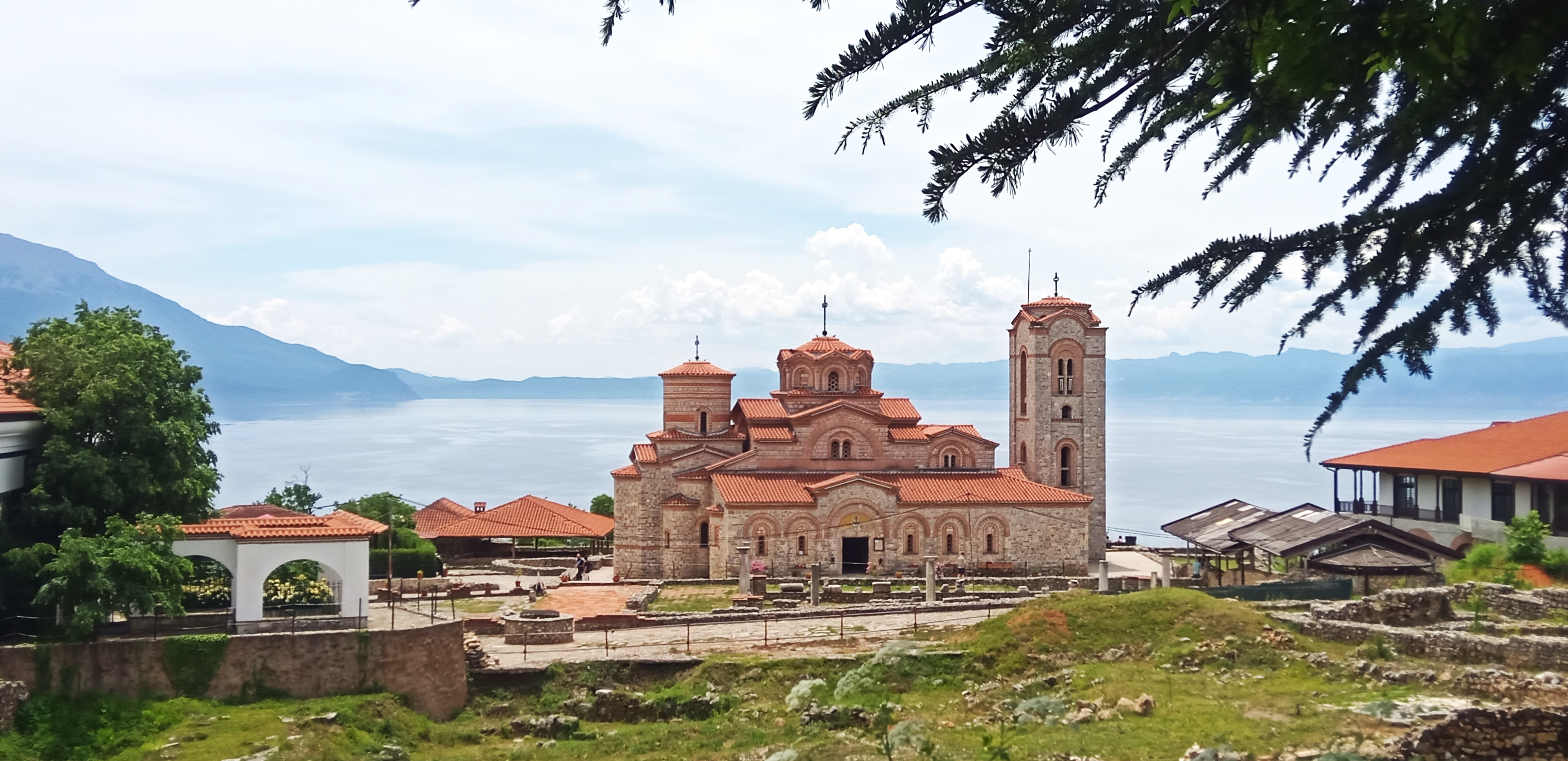
Kostel svatého Klimenta a Pantelejmona, Ochrid

Na přelomu 9. a 10. století se Ochrid stal útočištěm žáků sv. Cyrila a sv. Metoděje vyhnaných z Velkomoravské říše. Nejvýznamnější z nich byli sv. Kliment Ochridský a sv. Naum. Při klášteře, který v Ochridu založil sv. Kliment, vznikla literární škola, díky které se z Ochridu stalo nejvýznamnější centrum slovanské kultury a vzdělanosti, která se odtud dál šířila po východní Evropě. Ohrid byl jedním z center křesťanství, které se odtud šířilo mezi Slovany obsazené části jihovýchodní Evropy.
Koncem 10. století vystavěl na kopci nad městem car Samuel I., vůdčí postava povstání proti byzantské nadvládě, velkou pevnost, která tvoří dominantu města i dnes, a učinil z Ochridu hlavní město Bulharské říše. Stáhl se sem z oblastí, odkud byl byzantským vojskem vyhnán. V roce 1014 však byl car Samuel poražen Byzantinci, čímž se významně snížil politický význam města. Byzantská říše město obsadila roku 1018.
Roku 1343 se Ochrid dostal pod vládu srbského cara Štěpána Dušana a později krále Vukašina. Poslední středověká bulharská epizoda v dějinách Ochridu následovala v roce 1387.

### Turecká nadvláda
Spolu se značnou částí území dnešní Severní Makedonie se města zmocnila Osmanská říše v roce 1408. Město nicméně zůstalo do počátku 18. století významným církevním centrem a sídlem patriarchátu Ochridu. Z období turecké nadvlády neexistuje mnoho záznamů o rozvoji města a jeho okolí. Za vlády sultána Mehmeda I. byl místní chrám sv. Sofie přestavěn na mešitu. První turecký majetkový soupis z roku 1583 zde uváděl existenci 25 křesťanských čtvrtí, k islámu tehdy již konvertovalo cca 20 % místních. Záznam dále uvádí, že tehdy bylo veškeré obyvatelstvo osvobozeno od daní, neboť vykonávalo práci na výstavbě místních hradeb. 
V roce 1670 Ochrid navštívil turecký cestovatel a cestopisec Evlija Čelebi, který jej porovnal s Damaškem. Ve srovnání s jinými městy, kde byly záznamy víceméně kusé, jej zdokumentoval velice podrobně. Uvedl, že jej založil byzantský císař, kterého považoval za syna Šalamouna. Poznamenal si, že se zde nachází 17 mešit, sedm škol, dvoje veřejné lázně a rozptýlený bazar. V okolí se mělo nacházet šest klášterů. Deset čtvrtí (mahal) bylo muslimských a sedm křesťanských. Měly zde být tři karavanseráje (zájezdní hostince), které byly opevněné.

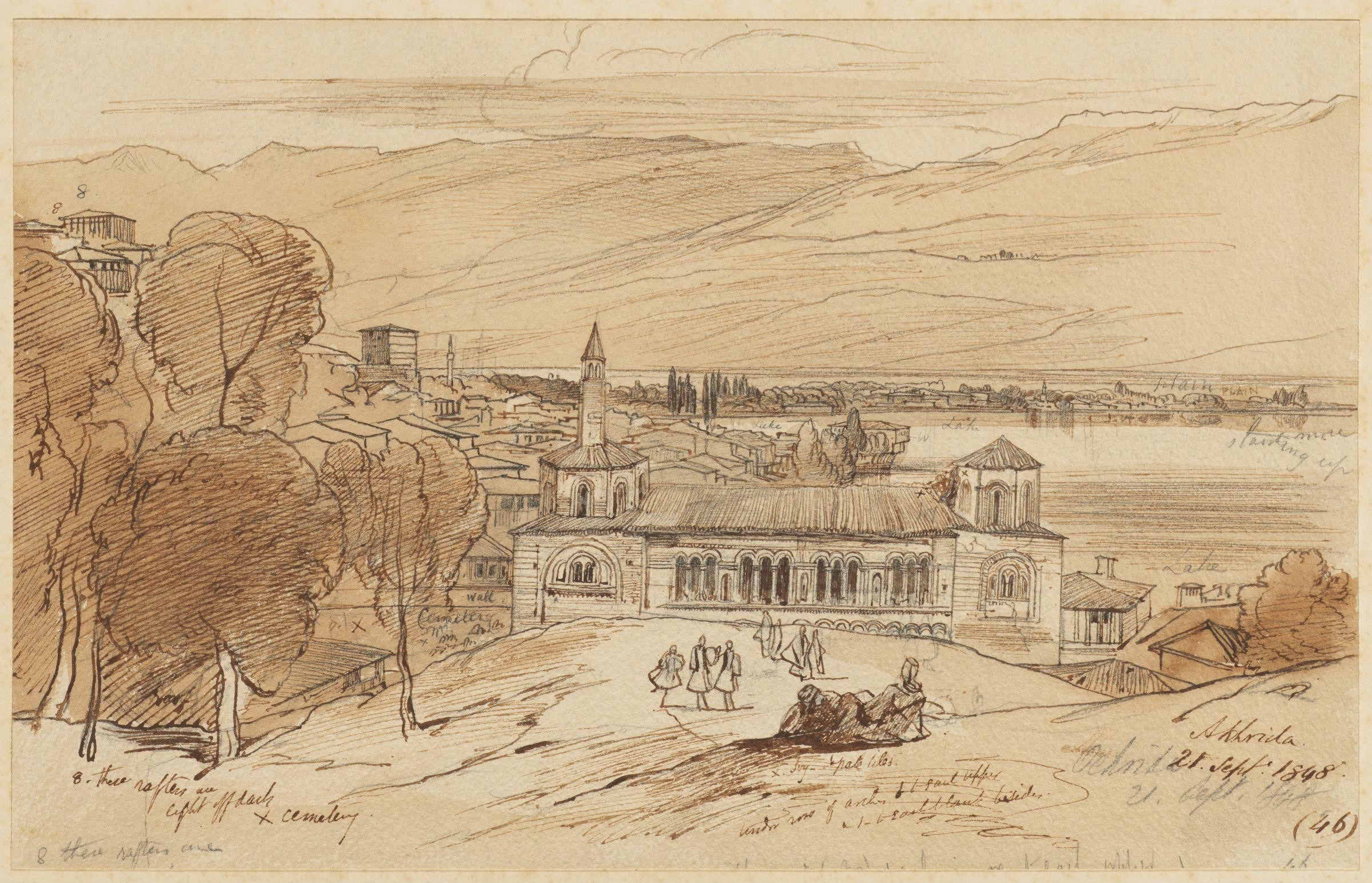
Ochrid na kresbě Edwarda Leara z poloviny 19. století.

Francouzský geolog Ami Boué navštívil Ochrid v 19. století a ve svých zápiscích si poznamenal, že zde žije okolo šesti tisíc obyvatel. Vládl mu albánský správce jménem Cemâleddin Bey. Od místních vyžadoval povinné práce na infrastruktuře města, podařilo se nicméně zlepšit zásobování Ochridu pitnou vodou. V polovině století zde pobýval také Edward Lear, který namaloval řadu obrazů Ochridu v této době.

### 20. století
Během první balkánské války bylo okolí města Ochrid rozděleno mezi Srbsko a Bulharsko. Srbská armáda obsadila Ochrid dne 22. listopadu 1912. Do války se zapojil i značný počet obyvatel Ochridu ve snaze bojovat za své osvobození od nadvlády Osmanské říše, která město držela právě až do konce první balkánské války.
Vzhledem k nespokojenosti s mírovou smlouvou, která byla následně podepsána, vypuklo v září 1913 v celé západní Makedonii povstání, známé též jako Ochridské. Dne 12. září jednotky Petara Čauleva a Pavle Hristova z VMRO obsadily Ochrid a vyhnaly srbské vojáky a úředníky. Následně byla ustanovena provizorní správa. Dne 19. září téhož roku přispěchaly posily srbské armády a město zpět dobyly.
V roce 1922 byla do Ochridu prodloužena železniční trať, která zůstala v provozu až do roku 1966. O železnici zde místní snili již od počátku století a předpokládali, že její zavedení město značným způsobem pozvedne.

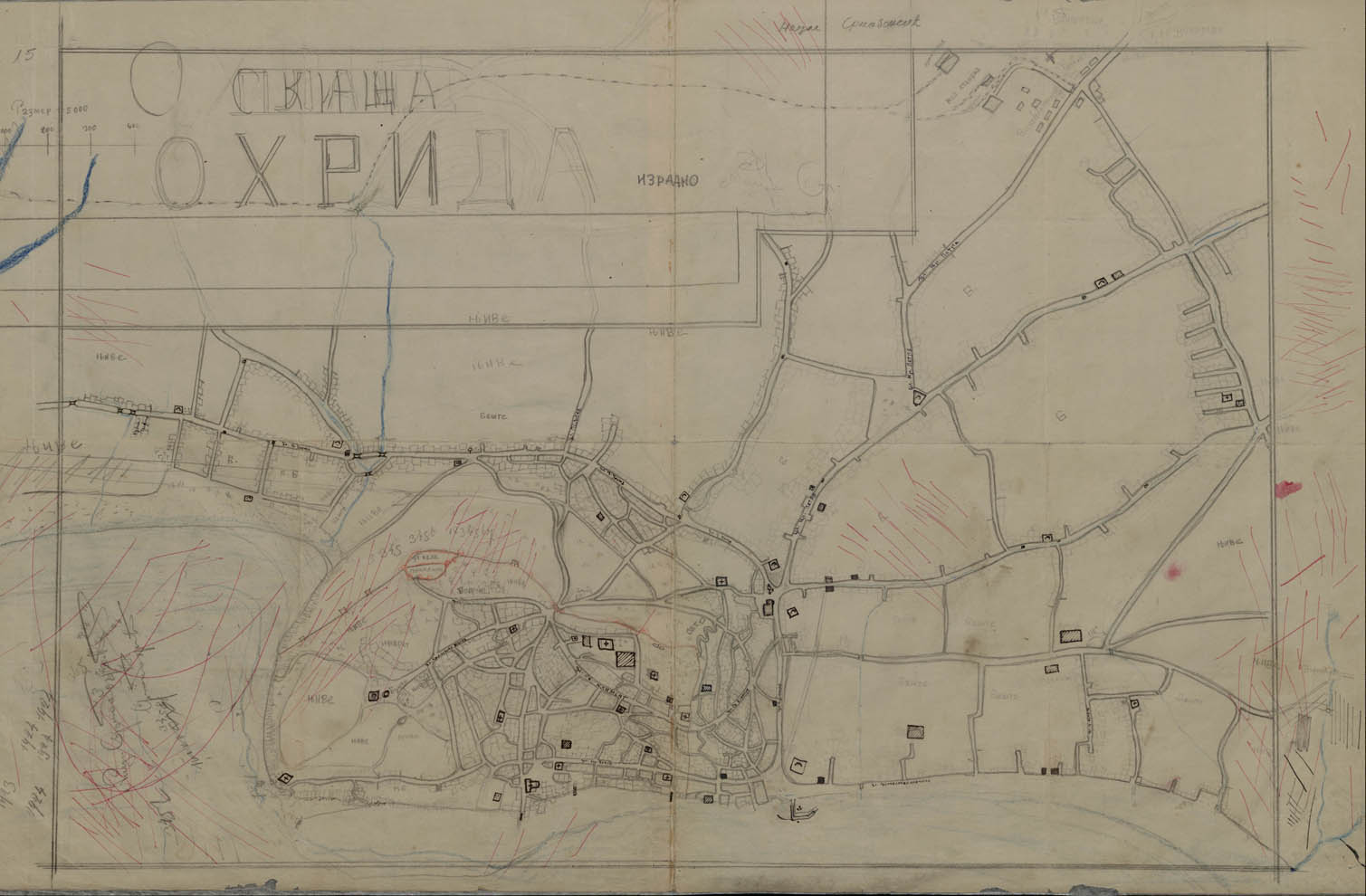
Skica mapy města z roku 1923.

Během první světové války byl Ochrid s okolím obsazen bulharskou armádou. Místní památky byly několikrát vyloupeny okupačními vojsky.[zdroj?] Bulhaři odešli po prolomení soluňské fronty a postupu vojsk Dohody dále na sever. Poté bylo město součástí Království Srbů, Chorvatů a Slovinců. V rámci něho se stal odlehlým městem. Od roku 1929 byl Ochrid součástí tzv. Vardarské bánoviny s metropolí ve Skopje. Jako Bělehradu velmi vzdálené město i zde byla typická nechuť místního obyvatelstva se ztotožnit s do jisté míry srbským státem. Mnohem větším problémem pro rozvoj města však byla potřebná modernizace. Až v roce 1930 byla vybudována vodovodní síť. I přes vysoký náklad cca 600 000 tehdejších dinárů však nebyla realizována po celém městě. Plánován byl také první moderní hotel pro město. Okolní krajina, která byla intenzivně zemědělsky využívána, měla být zalesněna.
V roce 1935 bylo v historické části města objeveno antické divadlo[zdroj?], v letech 1956 až 1960 byl proveden komplexnější archeologický průzkum lokality. Od třicátých let 20. století prožíval Ohrid zásadní hospodářský rozvoj, který ovlivnil hlavně životní styl místního obyvatelstva. Dne 7. července 1939 byl Ohrid poprvé ve velkém měřítku elektrifikován: byly postaveny první trafostanice a město bylo připojeno k celostátní energetické síti. V této době byly postaveny dvě malé elektrárny, uhelná a naftová elektrárna, které však ani zdaleka nedokázaly pokrýt elektrické potřeby obyvatel. Již před druhou světovou válkou jugoslávské království vnímalo turistický potenciál města, nicméně vzhledem k špatné dopravní propojenosti se zbytkem země a značné odlehlosti jej nedokázalo využít .
Během druhé světové války byl Ochrid opět obsazen bulharskou armádou. Vzhledem k tomu, že širší okolí města bylo přičleněno k Itálií okupované Albánii, spojovala jej se zbytkem Bulharska jen jediná silnice. Docházelo zde ke stávkám a demonstracím např. na ilinden (2. srpna) 1941. Partyzáni jej obsadili dne 15. října 1944, nicméně jen na krátkou dobu. Německé vojsko, které město okupovalo, se nehodlalo vzdát. Teprve až mezi 7. a 8. listopadem 1944 byl Ochrid osvobozen. Bulhaři se odsud bez boje stáhli.

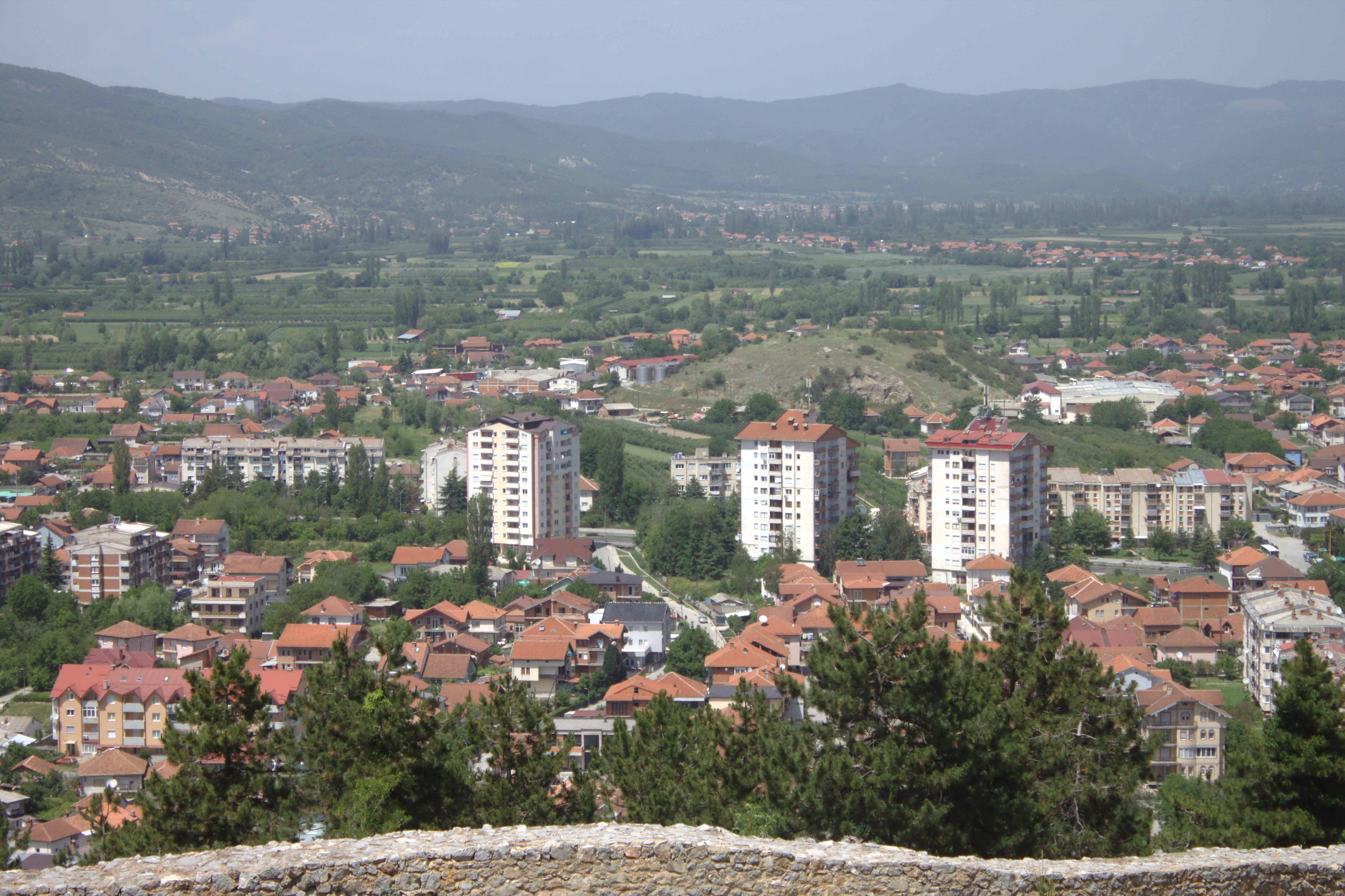
Pohled na výškové budovy na severním okraji Ochridu ze Samuilovy pevnosti.

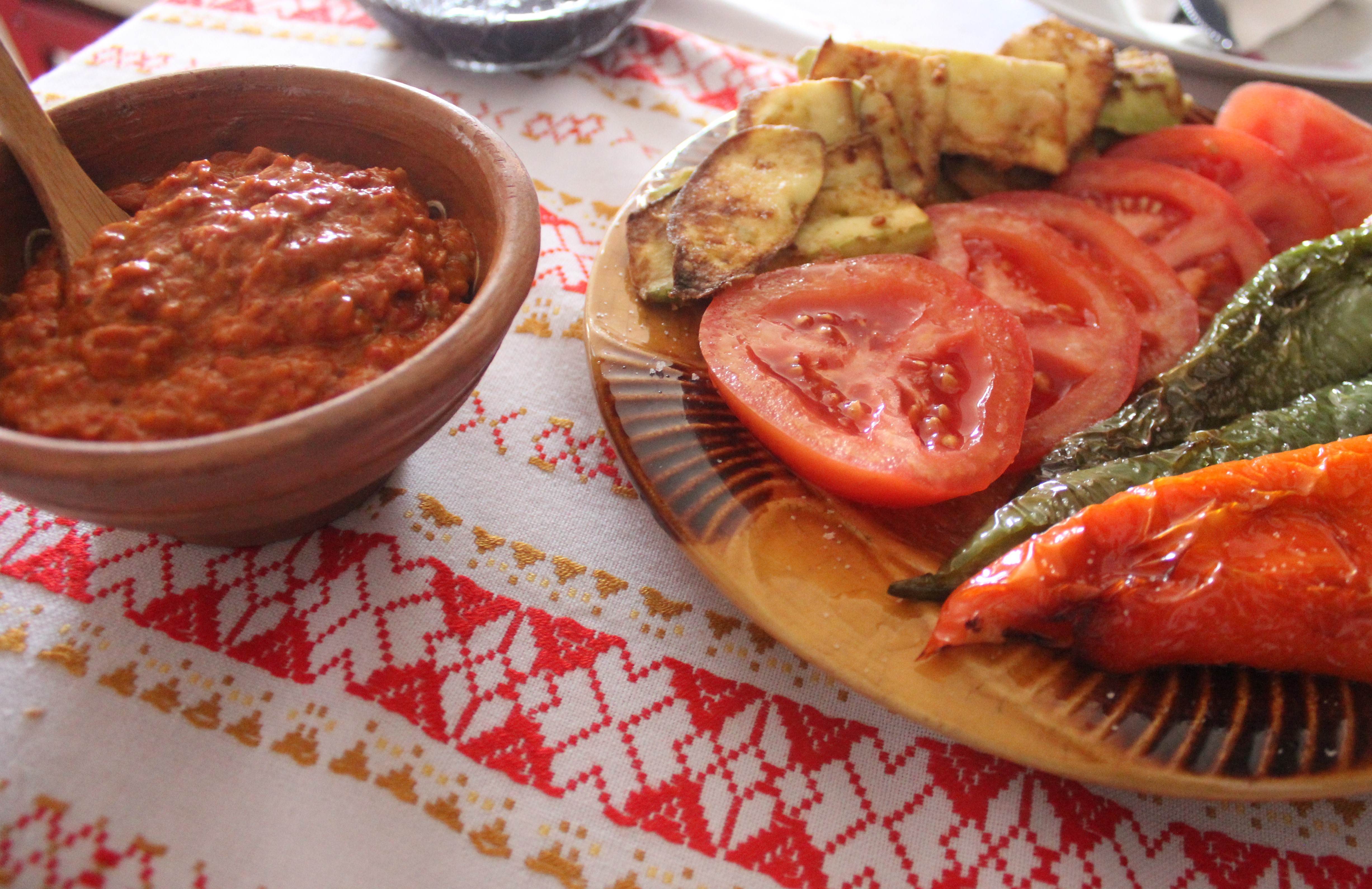
Tradiční jídlo v regionu Ochridu.

V letech 1955 a 1956 emigrovala značná část místní turecké menšiny do Turecka. V padesátých letech bylo také otevřeno místní letiště, nacházející se severozápadně od města, poblíž města Struga. Letiště bylo zbudováno vzhledem k odlehlosti Ohridu ve srovnání se zbytkem Jugoslávie a nedostatku vhodných spojů (silničních i železničních). Samotné historické centrum města bylo uchráněno stavebního rozvoje a prohlášeno národní kulturní památkou.[zdroj?] Vzhledem k rozvoji turistiky (ať už horské, nebo v okolí Ochidského jezera) získalo letiště na významu v 70. a 80. letech 20. století. Jižně od města byly zbudovány hotelové resorty, např. v lokalitách Rača a Dolno Konjsko. Svoji vilu zde měl i Josip Broz Tito.
Dne 18. července 1967 byla v Ochridu vyhlášena autokefální Makedonská pravoslavná církev, jejíž svébytnost nicméně všechny ostatní pravoslavné cíkrve dlouhou dobu neuznávaly.
Samotné město bylo rovněž modernizováno. Kromě obnovy historického středu Ochridu bylo na jihovýchodním okraji města zbudováno sídliště z typizovaných domů. Modernizována byla i silniční síť; celým Ochridem byla provedena čtyřproudová silnice (makedonsky Булвар Туристичка) doplněná moderními budovami. Rovněž bylo upraven i břeh jezera.
Roku 1980 bylo město zaspáno na seznam světového dědictví UNESCO.
V roce 1992 se v Ochridu (a také v nedaleké Struze) objevily dobrovolnické „obranné výbory“, jejichž členové byli především sympatizanti strany VMRO-DPMNE. Vznikaly především v oblastech se smíšeným albánsko-makedonským obyvatelstvem.

### 21. století
V roce 2001 zde byla podepsána Ohridská rámcová dohoda, která ukončila konflikt mezi vládou a albánskými povstalci. Na počátku 90. let 20. století Albánci v Makedonii navrhovali vznik vlastní republiky (Republika Ilirida), která měla zahrnovat mimo jiné i Ochrid na svém východním okraji. Hranice se zbytkem Severní Makedonie měla procházet nejspíše v pohoří Galičica. Vzhledem k tomu, že se nicméně Ochrid nachází daleko od oblastí osídlených albánským obyvatelstvem, nedošlo zde k žádným větším střetům, nepokojům nebo demonstracím. Konflikt omezil ekonomicky podstatnou turistiku a způsobil hospodářské škody pro město.
Dne 5. září 2009 se na Ochridském jezeře, asi 250 metrů od břehu od města, potopila výletní loď s bulharskými turisty na palubě. Zemřelo 15 lidí.
Turistický význam města Ochridu podporuje ekonomický rozvoj a růst města. V roce 2013 nicméně nové developerské projekty přímo ohrožovaly statut města jako památky UNESCO.
Město se stalo jedním z bodů sporů mezi Severní Makedonií a Bulharskem ohledně interpretace společných částí dějin. Mezinárodní dohoda, která mimo jiné má umožnit vstup Severní Makedonie do Evropské unie, předpokládá také to, že místní Samuelova pevnost uvede cara Samuela jako bulharského cara. Ve městě bylo rovněž otevřeno i bulharské kulturní centrum, což vyvolalo řadu protestů místních.

## Obyvatelstvo

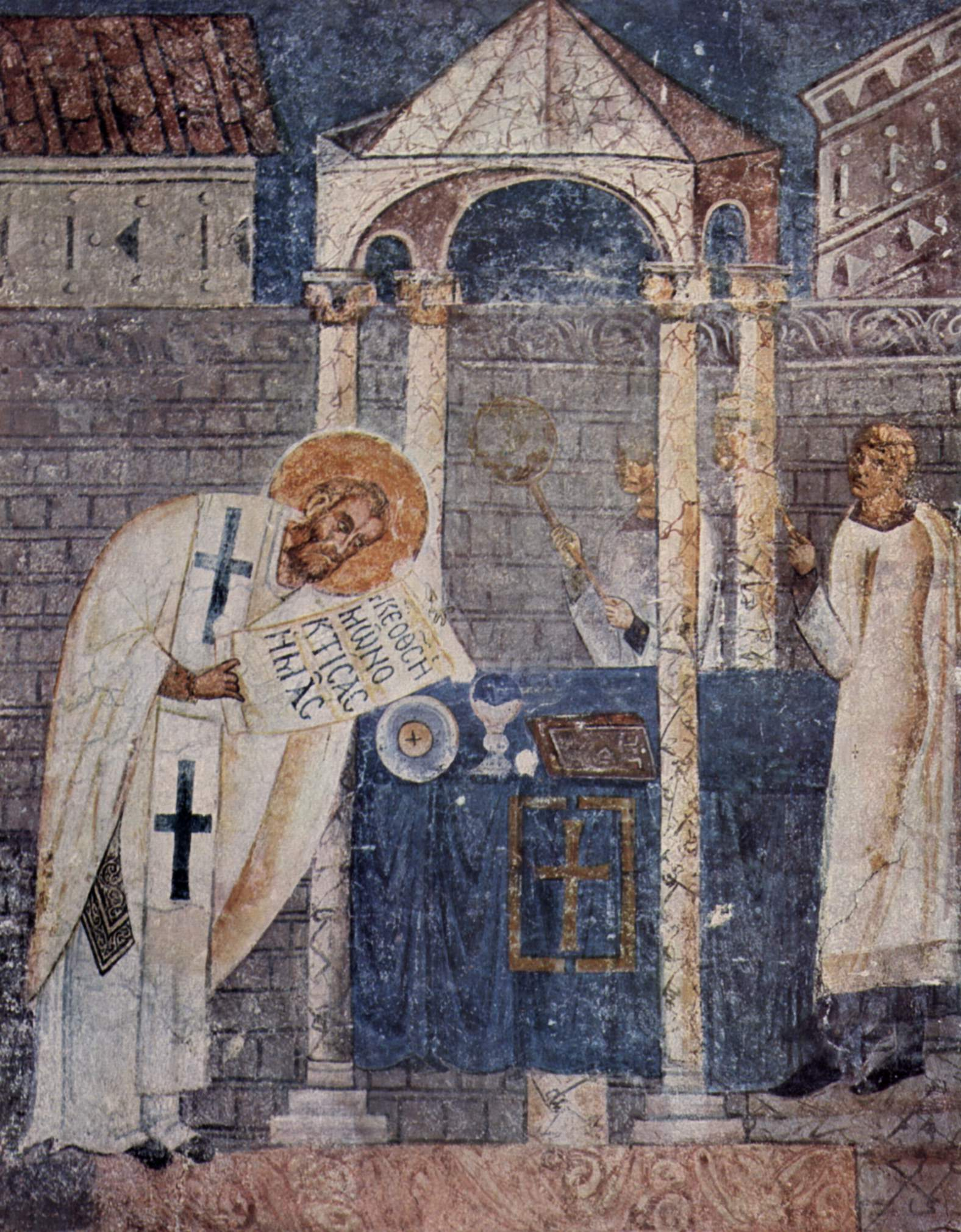
Sv. Basil Veliký během slavení svaté božské liturgie. Freska z katedrálního chrámu Svaté moudrosti v Ochride

Podle sčítání lidu z roku 2002 žilo v Ochridu 42 033 obyvatel. Z nich se 33 987 hlásilo k pravoslaví, dále 7 599 k sunnitskému islámu, 119 k Římskokatolické církvi a 324 k jiným náboženstvím nebo žádnému. Celkem se ve městě nacházelo na zhruba 12 tisíc domácností s průměrným počtem 3,4 osob v jedné domácnosti.

## Samospráva
Město Ohrid je správním centrem celé administrativní jednotky (opština Ochrid), která zahrnuje také dalších 29 sídel v jeho okolí. Je rovněž centrem vlastního okresu, vozidla mají registrační značky s písmeny OH(OX).
Obec má rozlohu 389,93 čtverečních kilometrů a hustotu asi 140 obyvatel na kilometr čtvereční, což je mnohem vyšší než je celostátní průměr 80 obyvatel na kilometr čtvereční.

## Kultura a památky

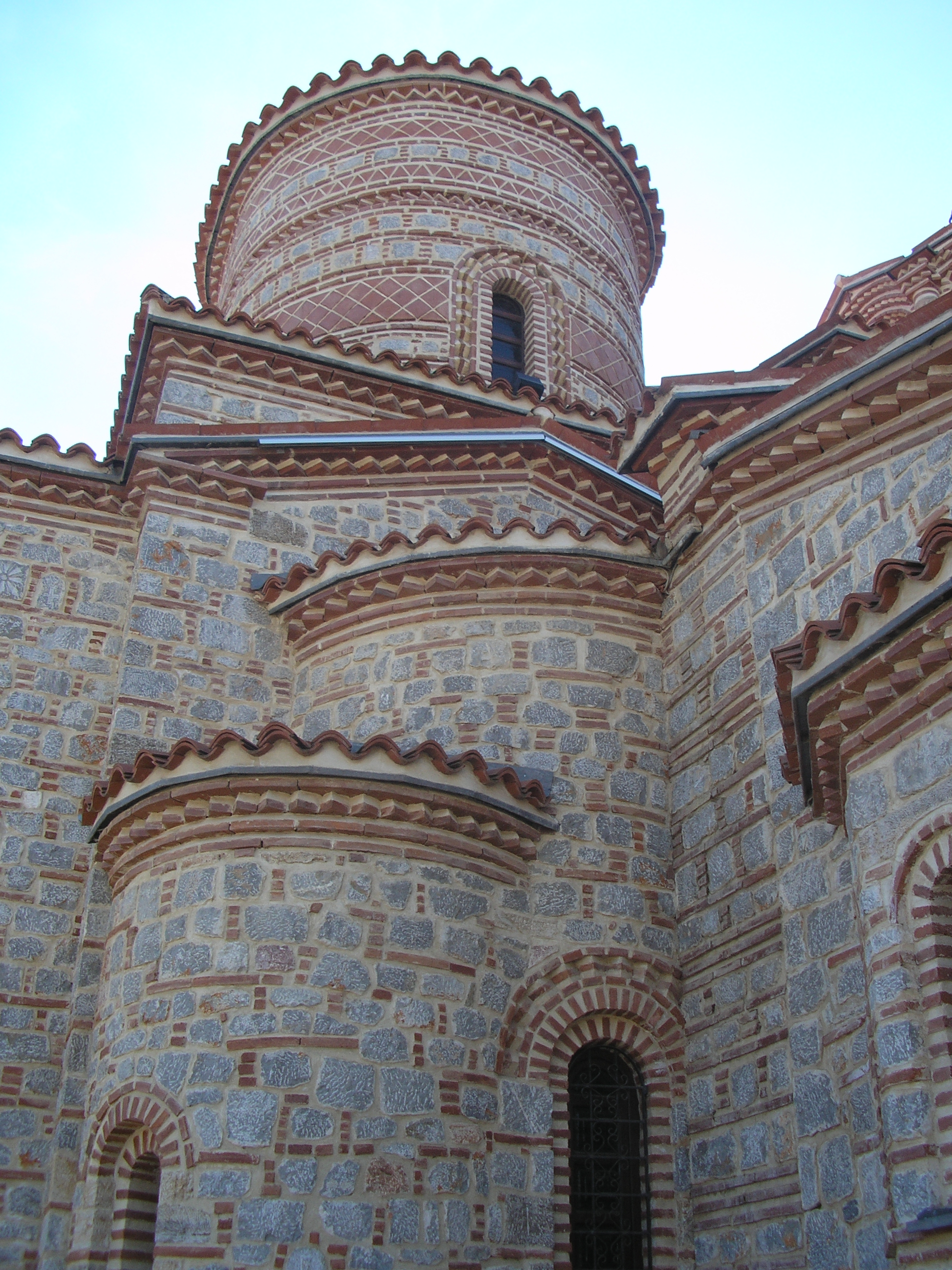
Katedrální kostel sv. Klimenta a sv. Pantelejmona

### Kulturní instituce
V Ochridu se nachází městské muzeum, které sídlí v domě původně patřícím rodině Robevských. Jedná se o třípatrový historický dům typický pro tuto část Severní Makedonie, ale také i Albánii nebo Řecko. Na starém městě se rovněž nachází také galerie ikon, jejíž sbírka je chráněna jako kulturní památka. Dále v Ochridu stojí také Muzeum slovanského písemnictví (makedonsky Музеј на словенската писменост).

### Kulturní akce
Město bylo v rámci Jugoslávie známé tzv. Ochridskými večery poezie a dále festival Ochridské léto. Pravidelně se zde koná také i plavecký festival, kdy plavci překonávají vzdálenost z kláštera sv. Nauma do ochridského přístavu.
V létě se zde dále koná mezinárodní folklorní a taneční festival lidových písní a tanců, mezinárodní festival pěveckých sborů a filmový festival francouzskojazyčných filmů.

### Historické stavby
Na území opštiny Ochrid se nachází celkem 111 evidovaných kulturních památek. Kromě trosek již zmíněné pevnosti se zde nachází řada dalších významných památek:
- Amfiteátr pocházející ještě z římského období, dodnes užívaný k divadelním a hudebním představením. Byl odhalen na přelomu 19. a 20. století a v druhé polovině století dvacátého zde proběhly rozsáhlé archeologické průzkumy.[21]
- Samuelova pevnost s více než 3 kilometry hradeb rozkládající se na kopci nad městem.
- archeologická lokalita Plaošnik
- Jižně od města se na romantickém útesu nad jezerem nachází Prezidentská vila zbudovaná pro maršála Tita a stále využívaná soudobými hlavami státu.
- Eski amam, staré turecké lázně
- boska amam, staré turecké lázně

V křivolakých uličkách starého města rozkládajícího se na kopcích nad jezerem se nachází řada ukázek typické místní architektury charakteristické přesahem horních pater domu do ulice. Mezi takové patří např.:
- Dům Robevských, zachovaný vícepatrový dům v blízkosti břehu jezera
- Dům Grigora Prličeva
- Dům Christo Uzunova
- Dům Kadri Šecha

... a mnohé další

### Náboženské objekty

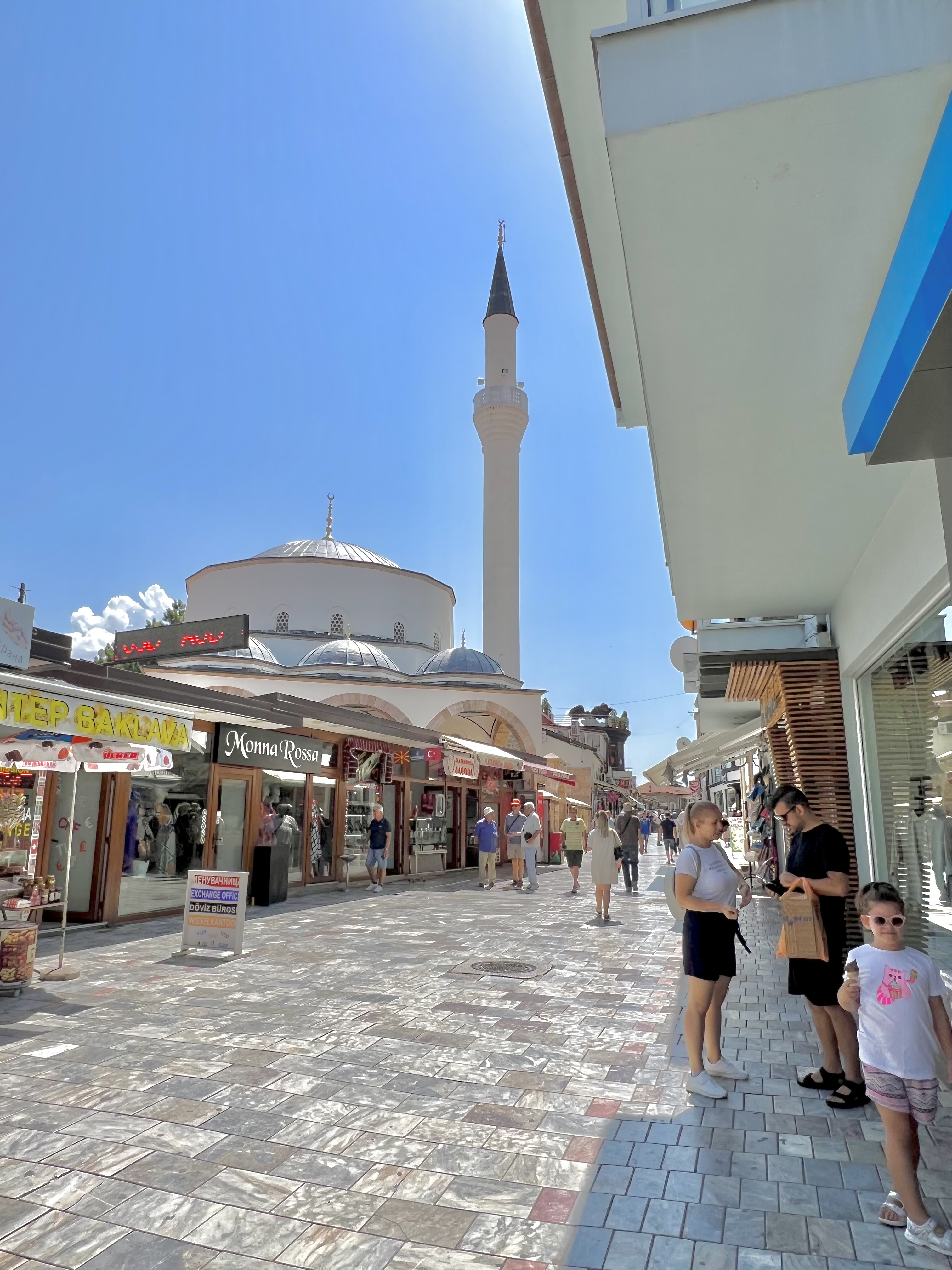
Hlavní mešita.

#### Křesťanské stavby
Středověký Ochrid byl křesťanským (pravoslavným) duchovním centrem. Vznikly zde četné pravoslavné kostely a kláštery, objekty pro opisování rukopisů a knihovny. Mezi nejvýznamnější z nich patří kostel Boží moudrosti (svaté Sofie, postaven na konci 9. století.), kostel svatého Klimenta nebo kostel svatého apoštola Jana v Kaneo je jedním ze symbolů města i Ochridského jezera. Dále zde stojí kostel svatého Mikuláše, svaté Marie a kostel svatého Mikuláše Gerakomia. V jižní části města se dnes nachází jediný katolický kostel v regionu.

#### Muslimské objekty
Během osmanského období bylo v Ochridu postaveno celkem 17 mešit, z toho dvě vznikly přestavbou kostelů. Po rozpadu Osmanské říše a během balkánských a první světové války byly islámské objekty vážně poškozeny a některé z nich zcela zanikly nebo byly zničeny. V období Jugoslávie byly mešity také zbořeny, aby uvolnily místo pro realizaci nových prostranství a dalších budov. Dnes v Ochridu zůstalo celkem devět mešit, z nichž většina slouží muslimské komunitě k bohoslužbám.
Centrální Alipašova mešita, postavená na příkaz Sulejmana Paši a dokončená v roce 1573, je dnes největším islámským svatostánkem v Ochridu. V roce 1823 byla na příkaz vezíra Aliho paši Marašlího renovována a na jeho počest nese své současné jméno. V témže roce zde byla také postavena medresa (náboženská škola), která se do současnosti nedochovala. Centrální kopule mešity, která kdysi měla i minaret, je největší a doplňují ji tři menší kopule, pod nimiž je vytvořen portikus. Vedle hlavní budovy byla vybudována kašna, která slouží islámské komunitě k rituálnímu omývání. Mešita byla naposledy renovována na počátku 21. století. Kromě toho byla dále od města roku 1490 postavena na dnešní ulici Goce Delčeva Hajdarpašova mešita. Dále od centra města stojí také Křížová mešita (makedonsky крст-џамија), která dala i název celé místní části.
V Ochridu byla psotavena také v roce 1564 bektašijská tekija (tekke) – Zejden Abedin-pašovo tekke.

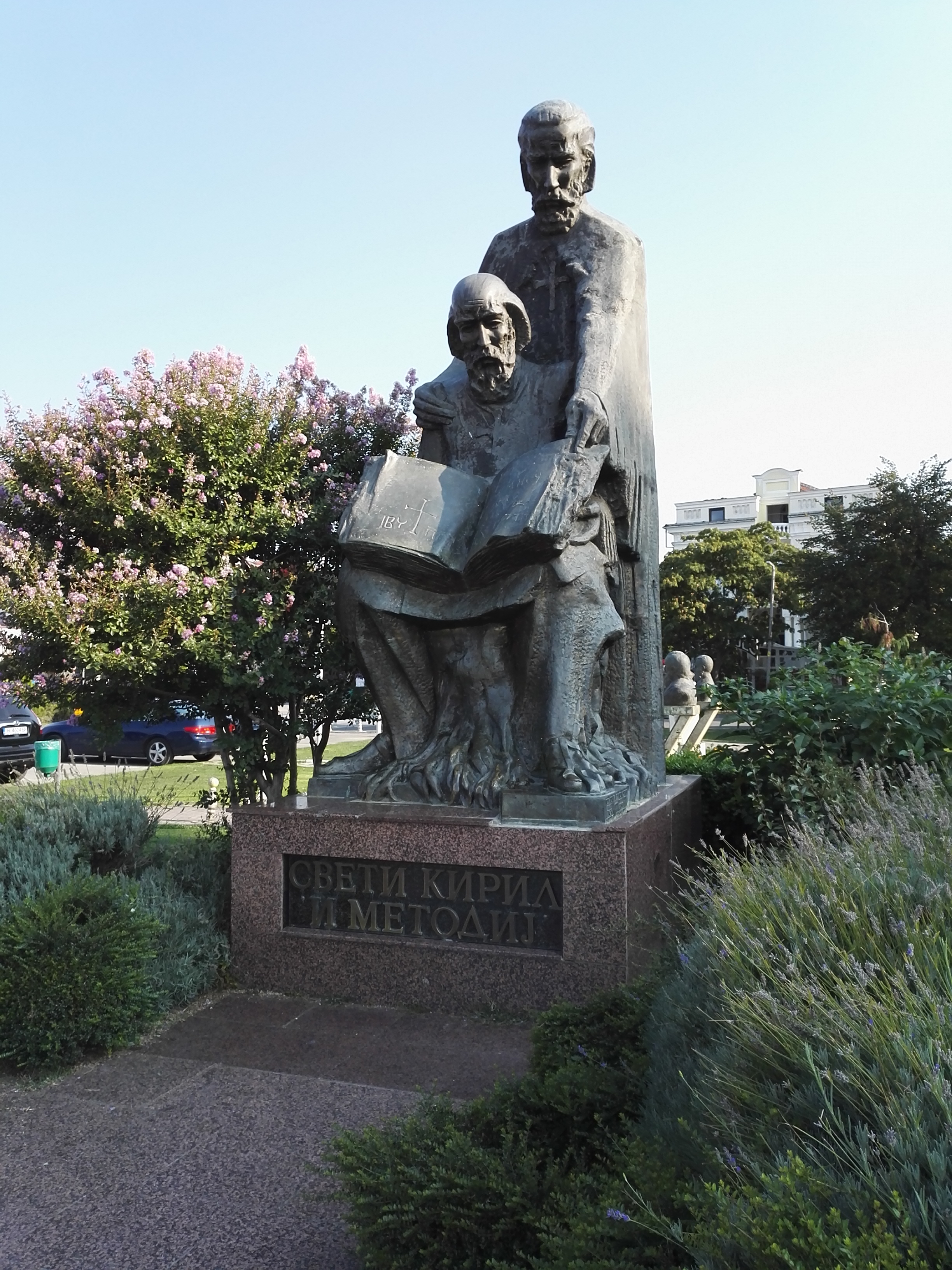
Sousoší sv. Cyrila a sv. Metoděje u ochridského přístavu

## Současnost
Od roku 1958 sídlí v Ochridu opět ochridské arcibiskupství, součást autokefální Makedonské církve. V roce 1979 byla makedonská část jezera zapsána mezi světové dědictví UNESCO. O rok později byl zápis rozšířen o město Ochrid, v roce 2019 došlo k dalšímu rozšíření o albánskou část jezera (to vše pod společným názvem Přírodní a kulturní dědictví ochridského regionu). Ochrid je významným turistickým centrem Severní Makedonie. Makedonci využívají Ochridské jezero k letním dovoleným a přezdívají mu Makedonské moře, i přesto, že Severní Makedonie je vnitrozemským státem.

## Ekonomika
Vzhledem k historickému vývoji nedošlo k většímu rozvoji průmyslu v dané lokalitě. V období existence Jugoslávie zde nicméně vznikl velký závod Ohridski tekstilni kombinat, který se věnoval (stejně jako velká část průmyslu v tehdejší Makedonii a jižním Srbsku textilní výrobě. Společnost působila (i po roce 1991) pod názvem Oteks.
Místní obyvatelstvo se věnuje převážně turistice a dalším službám, v menší míře potom rybolovu a zemědělství. Zemědělsky je využíváno především široké údolí řeky Daljan severně od Ochridu.
Pandemie nemoci COVID-19 poškodila místní ekonomiku, založenou na turistickém ruchu.

## Doprava

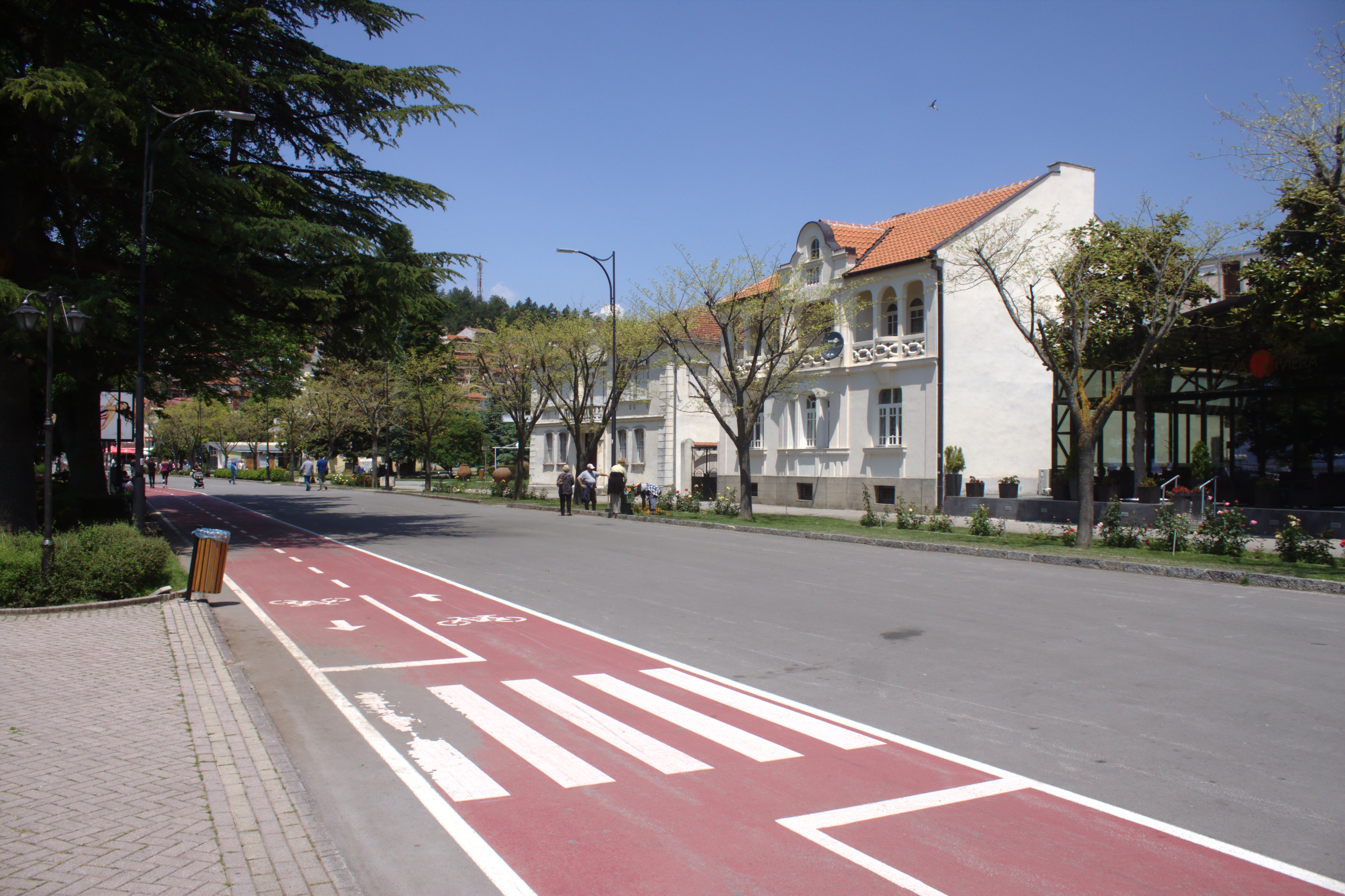
Cyklostezka u břehu Ochridského jezera.

### Silniční
Město je napojeno na silniční síť Severní Makedonie. Hlavní komunikace směřují do města Kičevo a dále na severozápad do Skopje. Silnice regionálního významu spojují Ochrid s městy Struga (na severozápadě), Resen a Bitola (M-5, na východě) a směrem na jih vede další komunikace k albánskému městu Pogradec.
Většina silnic je vedena náročným horským terénem, různými údolími a průsmyky. Výhledově má do Ochridu být přivedena (dálnice A2) z Tetova a Kičevo. Dálnice byla budována na počátku 20. let 21. století na tělese původní komunikace směrem k městu Struga jeho rozšířením. Silnice již dříve byla upravena tak, aby ji bylo možné přebudovat jako plnohodnotnou dálnici tím, že se zde nacházela např. mimoúrovňová křížení. V červenci 2023 byl dokončen krátký úsek do Ochridu.

### Železniční
V minulosti do Ochridu vedla úzkorozchodná železniční trať; nádraží se nacházelo v severní části města. Její význam byl omezený, neboť měla nízkou cestovní rychlost i kapacitu. V jeho blízkosti se dodnes nachází ulice Железничка (železniční). Dráha byla nicméně později zkrácena do Kičeva a od té doby město napojení na dráhu nemá. Vznik železnice směrem do Resenu a Bitoly byl nicméně diskutován v 30. letech 20. století; občas se objevují projekty buď z albánské nebo severomakedonské strany na vybudování mezinárodního spojení mezi oběma státy, které by vedlo právě přes Ochrid.

### Městská
Ve městě existuje síť veřejné autobusové dopravy.

### Letecká a lodní
Severozápadně od města se rovněž nachází mezinárodní letiště.
Jihovýchodně od Ochridu se nachází kanál Studenčišta s pramenem Biljanini izvori. Kanál slouží do jisté míry jako přístav pro některé lodě na břehu Ochridského jezera, včetně lodí pohraniční služby, která hlídá státní hranici s Albánií. Přístaviště se také nachází i ve středu města.

## Školství

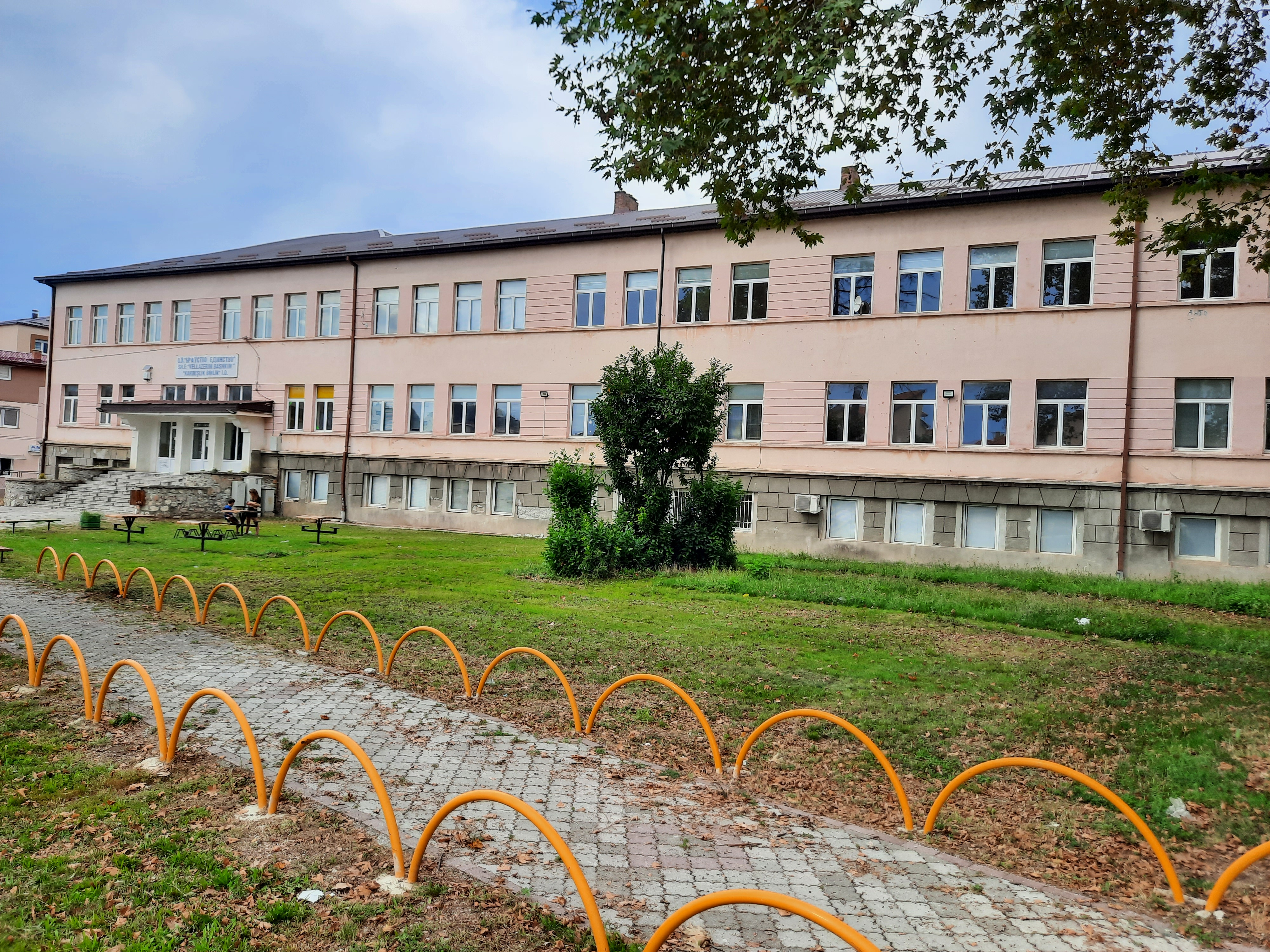
Základní škola v Ochridu..

Povinná školní docházka v Severní Makedonii trvá osm let; pět základních škol slouží pro celé město i jeho okolí. Jedná se o velké školy. Existuje zde také škola pro hudebně nadané, která trvá rovněž osm let.
Na středním stupni zde působí tři školy, jedna polytechnická, jedna gastronomická a jedna přírodovědná. Součástí třetí tzv. školy Svatého Klimenta Ochridského je také gymnázium, které připravuje žáky na terciární vzdělávání.
Třetí a poslední stupeň školství tvoří dvě vysoké školy: státem uznávaná Univerzita informačních věd a technologií svatého Pavla apoštola s pěti fakultami a přibližně 200 studenty a Evropská univerzita Republiky Makedonie.
Kromě toho se v Ochridu nachází Fakulta cestovního ruchu a gastronomie a Ústav hydrobiologie Bitolské univerzity.

## Sport

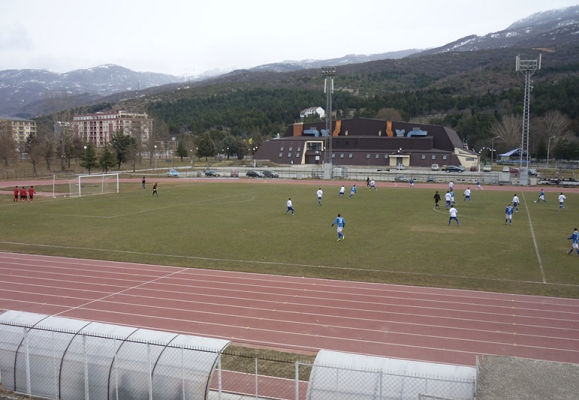
Fotbalový stadion Biljanini Izvori.

V Ochridu hraje fotbalový tým s názvem GFK Ohrid Lihnidos, založen byl roku 1921. 
V roce 2010 zde byl založen i ženský manšaft ŽFK Biljanini Izvori. Místní fotbalový stadion má kapacitu 18 000 diváků. Kromě fotbalu se staly velmi populární četné další sporty. 
Existují zde kluby různých bojových umění, boxu, tenisu, kajaku, plachtění a sportovního rybolovu. 
V již zmíněné lokalitě s názvem Biljanini izvori (doslova Biljaniny prameny) se na jižním okraji města nachází při silnici směrem k sv. Naumu a Pogradci rozsáhlý sportovní areál, který zahrnuje koupaliště, fotbalová hřiště, atletický stadion, tenisové kurty apod. 

## Zdravotnictví
Severně od Ochridu se nachází nemocnice sv. Erasma. Východně potom lékařské centrum (makedonsky Медицински центар).